# Sybra sulcata
Sybra sulcata es una especie de escarabajo del género Sybra, familia Cerambycidae. Fue descrita científicamente por Aurivillius en 1928.
Habita en Samoa. Esta especie mide 11-14 mm.